# Watertorenbuurt
De Watertorenbuurt (officieel Watertoren) is een van de kleinste wijken van Meppel. De wijk lag jarenlang geïsoleerd achter de industrieterreinen Noord, Oevers en Oude Vaart. Ten noorden van het wijkje wordt de Vinex-wijk Nieuwveense Landen gebouwd. In 2015 is de noordelijkste straat van de wijk (Nijeveenseweg) bij Nieuwveense Landen gevoegd wat de Watertorenbuurt nog kleiner maakt. Hierdoor is het de kleinste wijk van Meppel.

## Verkeer en vervoer
Door de wijk rijden de buslijnen 28 en 679. De wijk heeft via de autoweg N375 toegang tot de snelweg A32.